# Рехавия

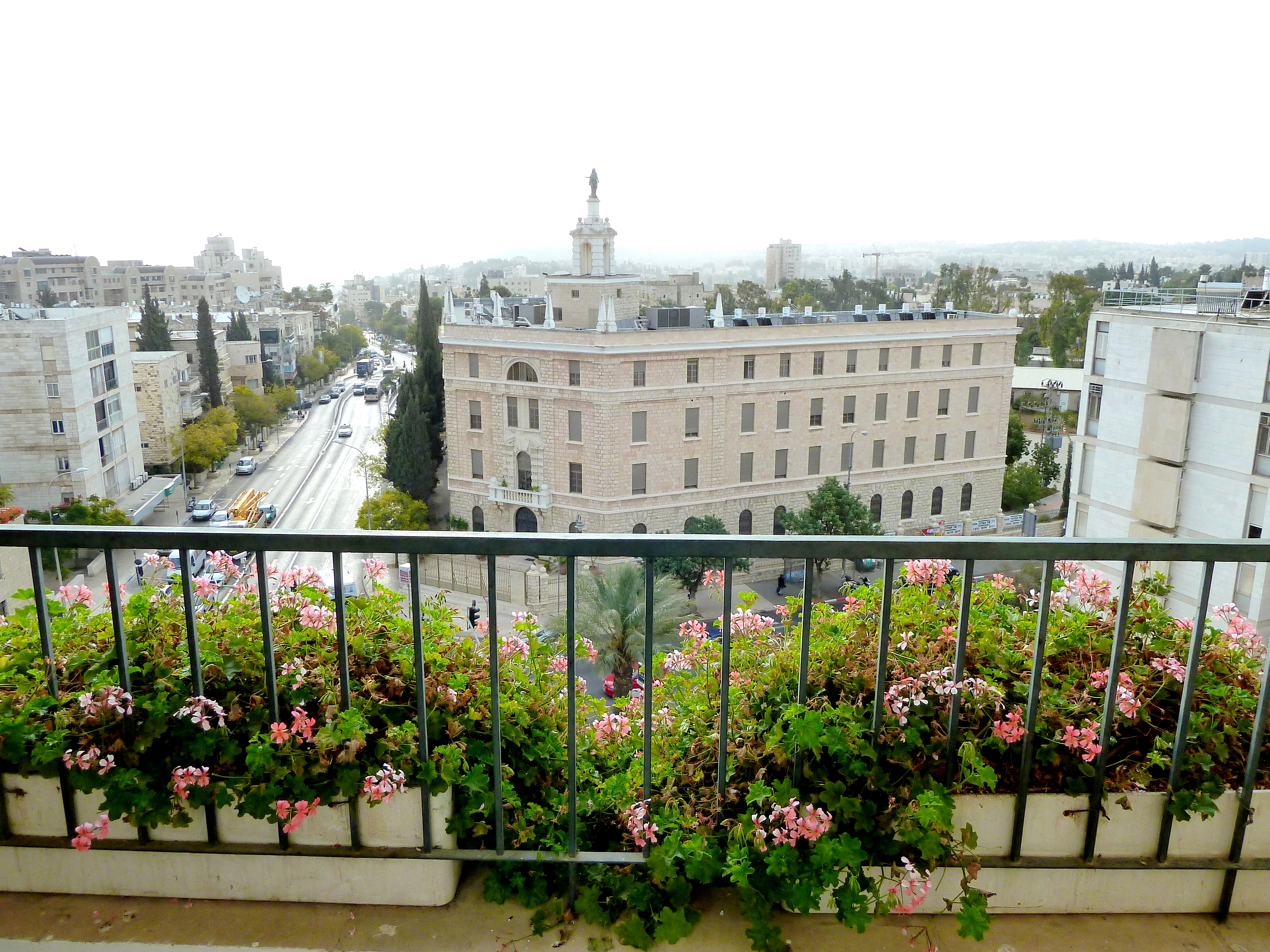
Иерусалимский колледж Терра Санкта на улице Керен Хайесод, Рехавия

Рехавия (ивр. רחביה‎, араб. رحافيا‎) — престижный район Иерусалима, расположенный между центром города и Талбией.
С момента своего основания в 1920-х годах этот район всегда был связан с немецко-еврейской культурой и традициями. Квартал оставался островом немецкой культуры и языка ещё долгое время после основания государства Израиль, и по сей день благодаря библиотеке Шокена (написанной покойным немецко-еврейским редактором Салманом Шокеном) самой большой и самой значительной коллекцией немецких книг в стране. можно найти по соседству.

## Название
Название дал Элиэзер Елин, первый житель и один из первых архитекторов района, в честь Рехавии, внука внука Моисея (1Пар. 23:17, 24:21, 26:25).

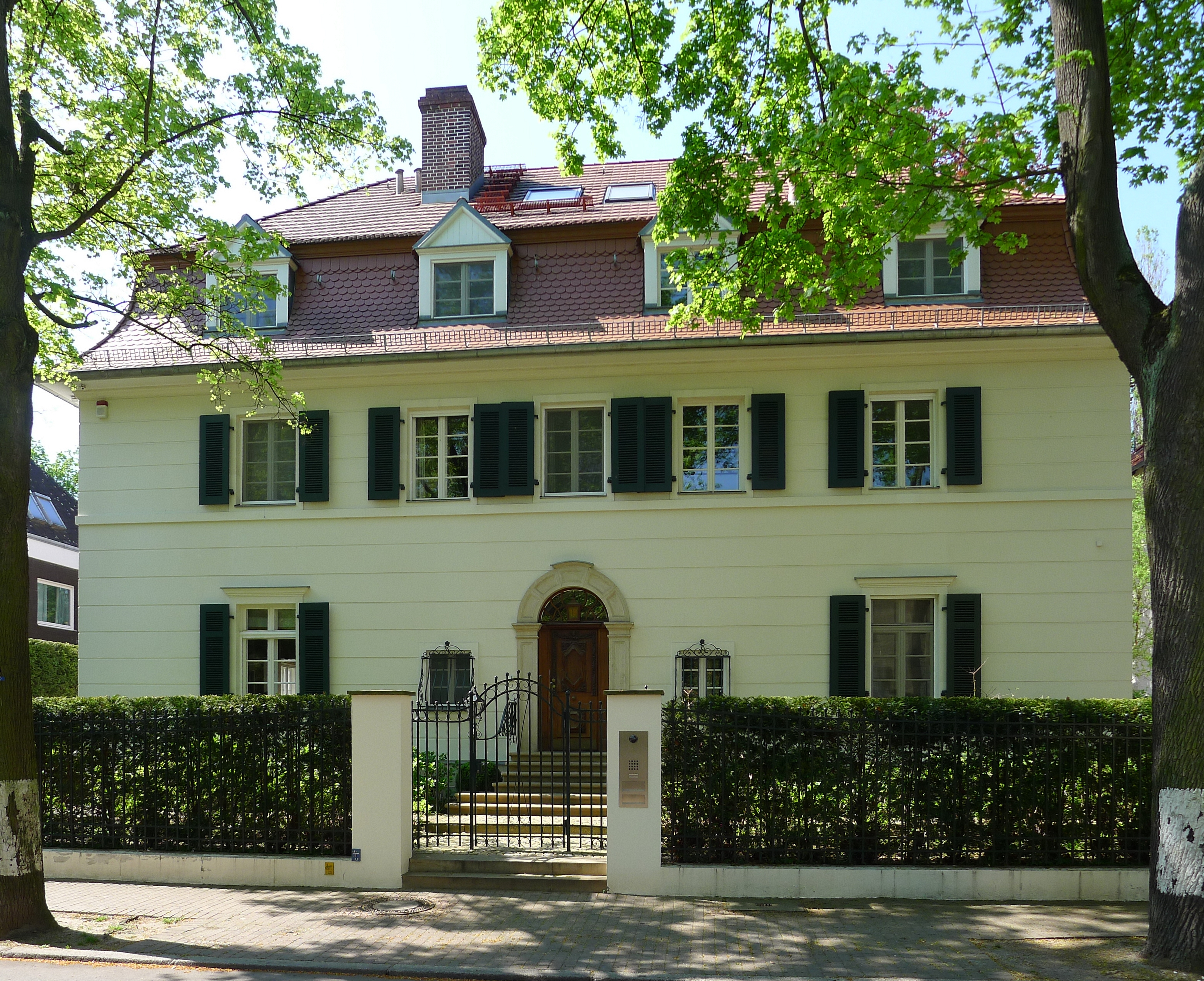
Модель города-сада в районе Грюневальд в Берлине оказала большое влияние на Рехавию.

Рехавия была основана на большом участке земли, купленном в 1921 году у Греческой православной церкви Палестинской компанией по развитию земель (PLDC), а первый дом был построен в 1924 году. Ему дали библейское название «Рехавия». В то время этот район был известен под арабским названием Гинзария или Джанджири (местное иерусалимское растение). Еврейский национальный фонд (JNF) выкупил землю и поручил немецко-еврейскому архитектору Ричарду Кауфману спроектировать зелёный квартал. Кауфман, который назвал свой проект «Джанзирия», создал типичный район с садами, окружающими дома, и упорядоченной, но не слишком строгой сеткой улиц и пешеходных дорожек, которая окружала центральный бульва, пересекающий территорию, таким образом избегая чрезмерно симметричного вида. По юридическим причинам земля должна была быть возвращена PLDC в обмен на земли в Изреельской долине, но Еврейский национальный фонд сохранил некоторую недвижимость в районе. На этой земле с видом на Старый город были построены гимназия «Рехавия», синагога «Йешурун» и здание Еврейского агентства. Общий план Рехавии был смоделирован по образцу городов-садов Европы (особенно Германии, например, кварталов Далем и Груневальд в Берлине), а в архитектуре зданий сделан акцент на популярный в то время Интернациональный стиль.
Первая фаза, называемая Рехавия Алеф, граничила с улицей Кинг-Джордж на востоке, улицей Рамбан на юге, улицей Уссишкин на западе и улицей Керен Кайемет на севере. Чтобы сохранить спокойный характер, районная ассоциация разрешила коммерческие предприятия только на двух основных дорогах на окраинах квартала. Дороги, открытые для движения, были намеренно узкими, чтобы сохранить их менее загруженными и, следовательно, более тихими. Главный бульвар, обсаженный деревьями и разделявший район пополам, был открыт только для пешеходов. Позднее район расширялся основном на юг, в сторону улицы Газа.
Официальная резиденция премьер-министра — «Бейт Агион» — расположена на улице Бальфур № 3, на углу с улицей Смоленскин.

## Демография
Когда эфиопский император Хайле Селассие был изгнан из Эфиопии в 1936 году, он жил на улице Аль-Харизи. Рехавия стала известна как квартал ашкеназских евреев из высшего сословия, где проживают профессора и интеллектуалы, особенно эмигранты из Германии. Многие из первых лидеров страны жили в Рехавии: Давид Бен-Гурион, первый премьер-министр Израиля, который жил на улице Бен Маймон; сионистский лидер Артур Руппин; Менахем Усышкин, глава Еврейского национального фонда; Голда Меир, четвёртый премьер-министр Израиля; Даниэль Остер, первый еврейский мэр Иерусалима, и философы Хьюго Бергманн и Гершон Шолем. Среди министров правительства, поселившихся в Рехавии, были Дов Йосеф и Йозеф Бург.

## Достопримечательности

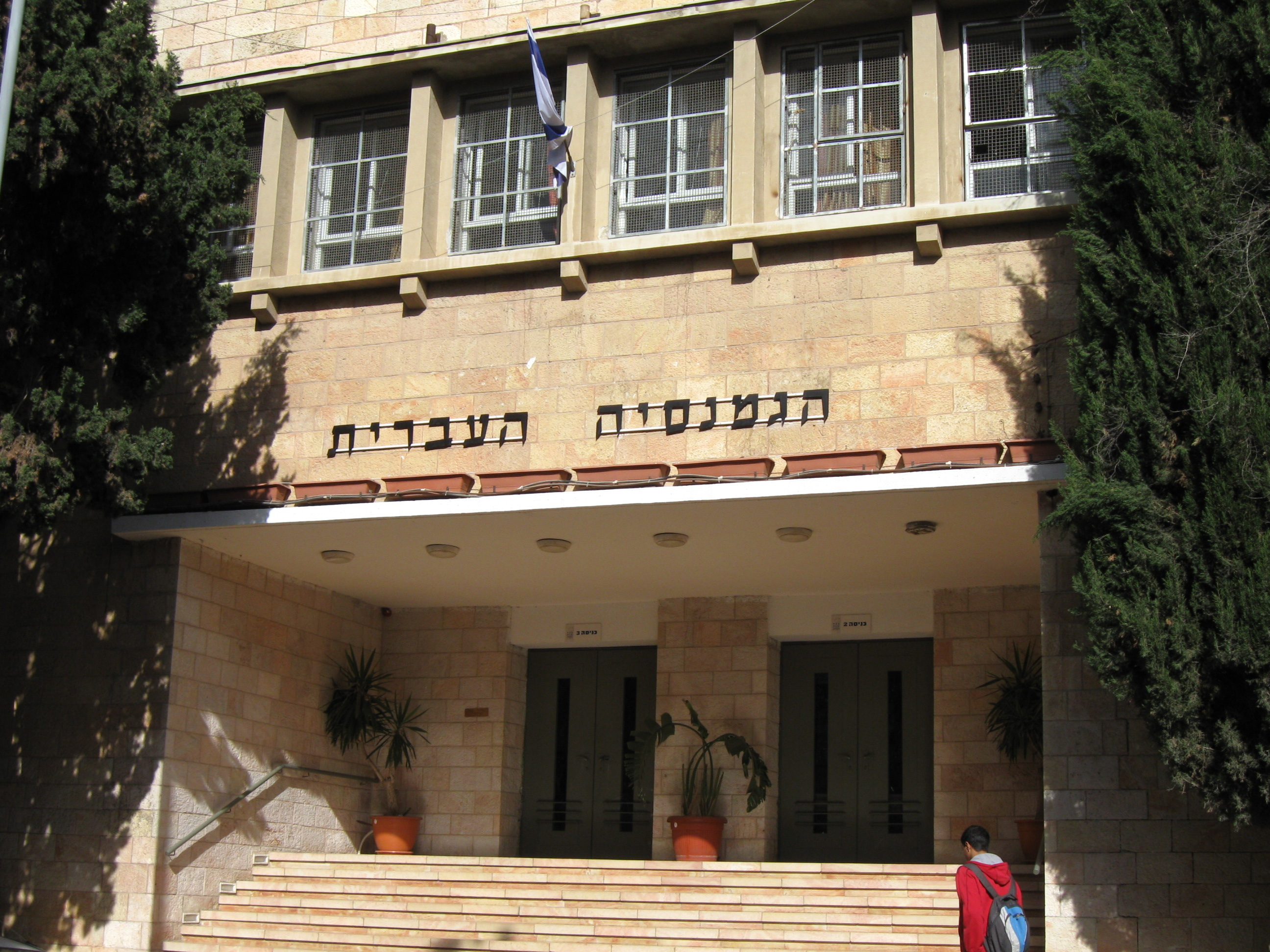
Гимназия Рехавия

Знаменитые здания в Рехавии включают штаб-квартиру Еврейского агентства Израиля, ветряную мельницу на улице Рамбан и монастырь Ратисбонн. Гимназия «Рехавия», вторая современная средняя школа страны (после гимназии «Герцлия» в Тель-Авиве), была построена на улице Керен-Кайемет в 1928 году. Учителями там были Ицхак Бен-Цви, который позднее стал вторым президентом Израиля, и его будущая жена Рахель Янаит.
В центре исторической Рехавии находится «Яд Бен-Цви», исследовательский институт, основанный Бен-Цви. Во время строительных работ на улице Альфаси было обнаружено захоронение, известное как Могила Ясона.

## Названия улиц
Большинство улиц Рехавии названы в честь еврейских ученых и поэтов Золотого века еврейской культуры в Испании. Среди них Абраванель, Бен Маймон, Ибн Эзра, раввин Моисей бен Нахман (Рамбан) и Радак. Есть несколько исключений, в первую очередь улица Керен Кайемет Ле-Исраэль и улица Уссишкин (названа в 1926 году в честь 25-летия Еврейского национального фонда). В 1934 году районный совет Рехавии решил изменить название этой улицы на улицу Уссишкин, и перенести улицу Керен Кайемет Ле-Исраэль на её нынешнее место.

## Галерея

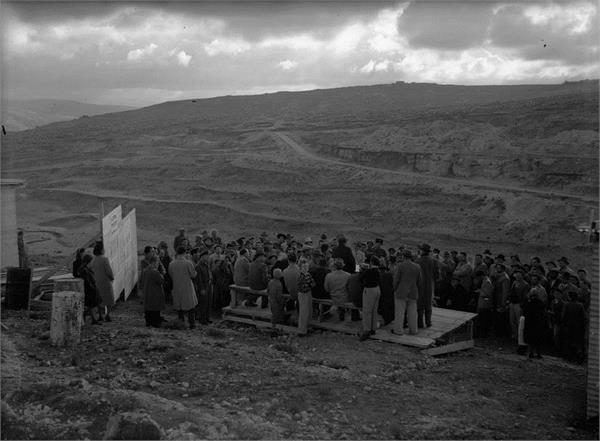
Закладка первого камня в начале расширения Рехавии, 1947 г.
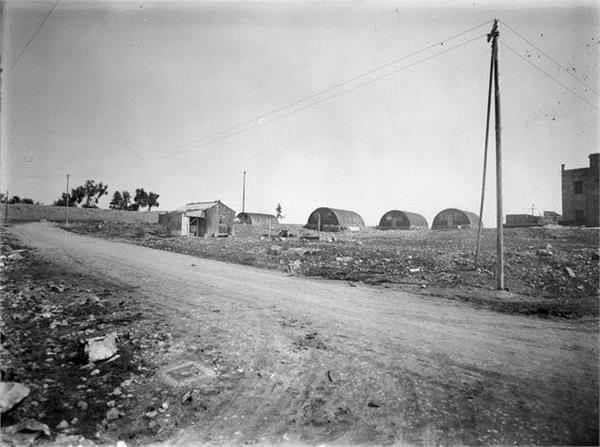
Рехавия 1928 г.
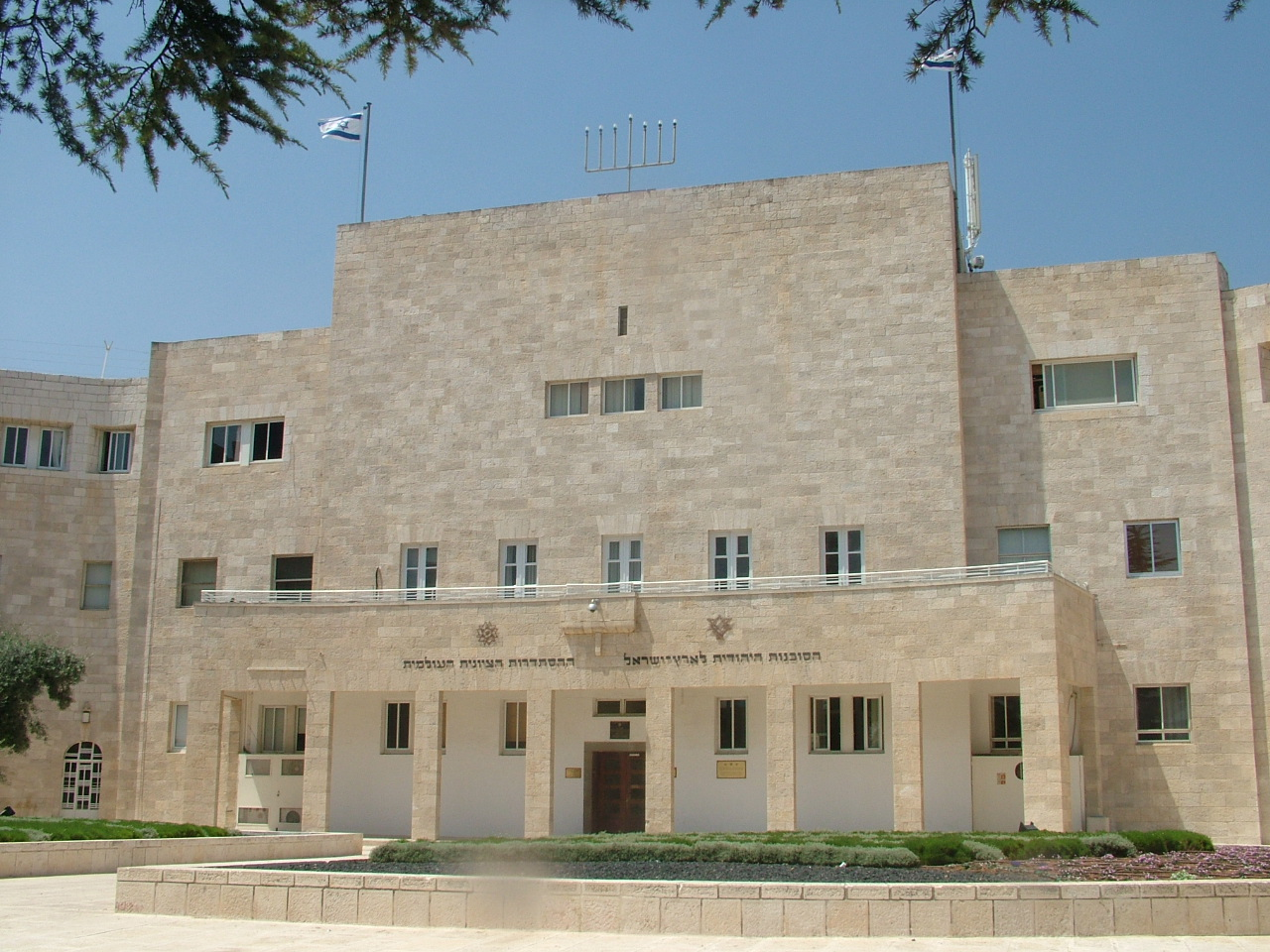
Здание Еврейского агентства, Рехавия
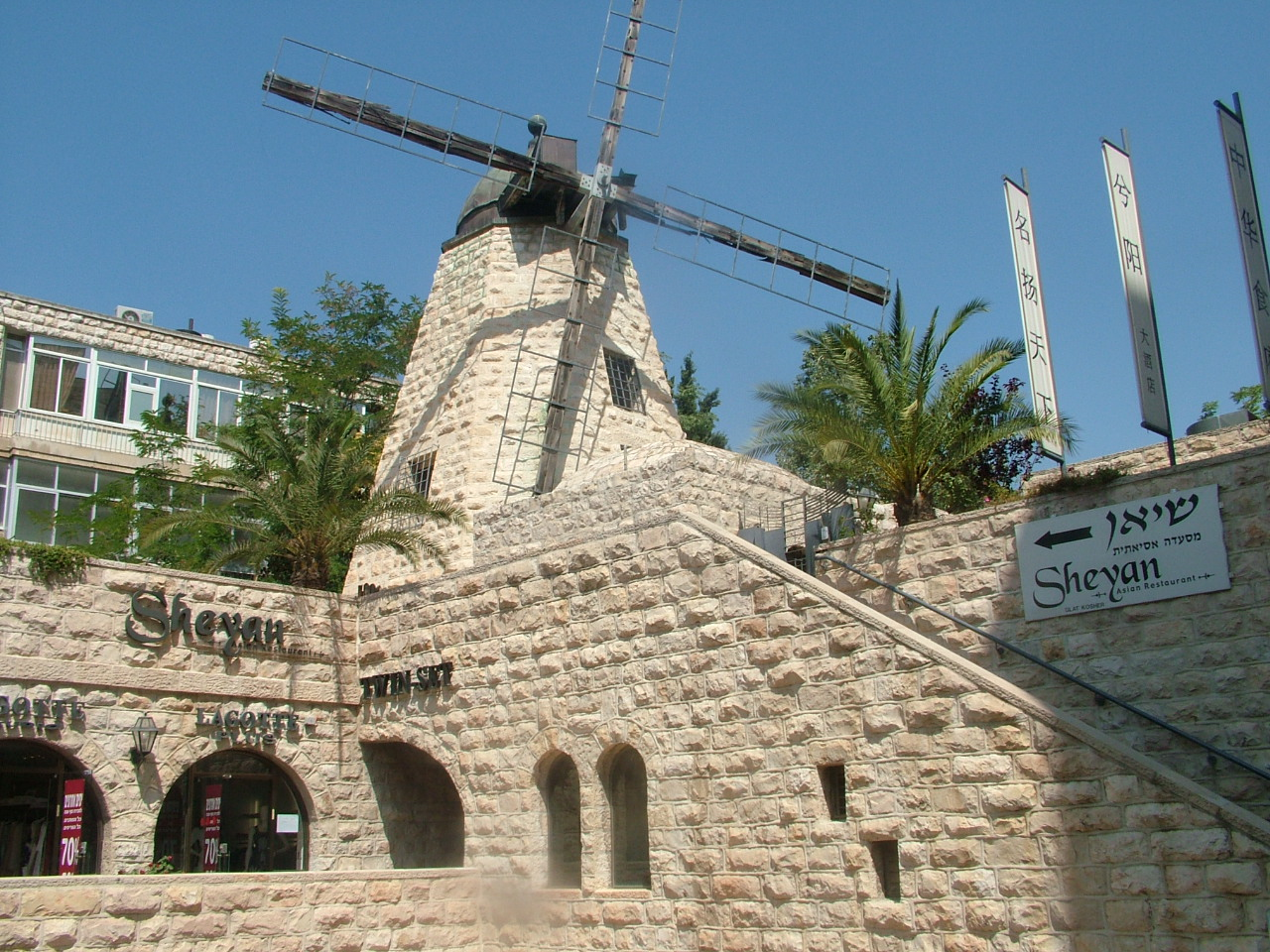
Мельница на улице Рамбана
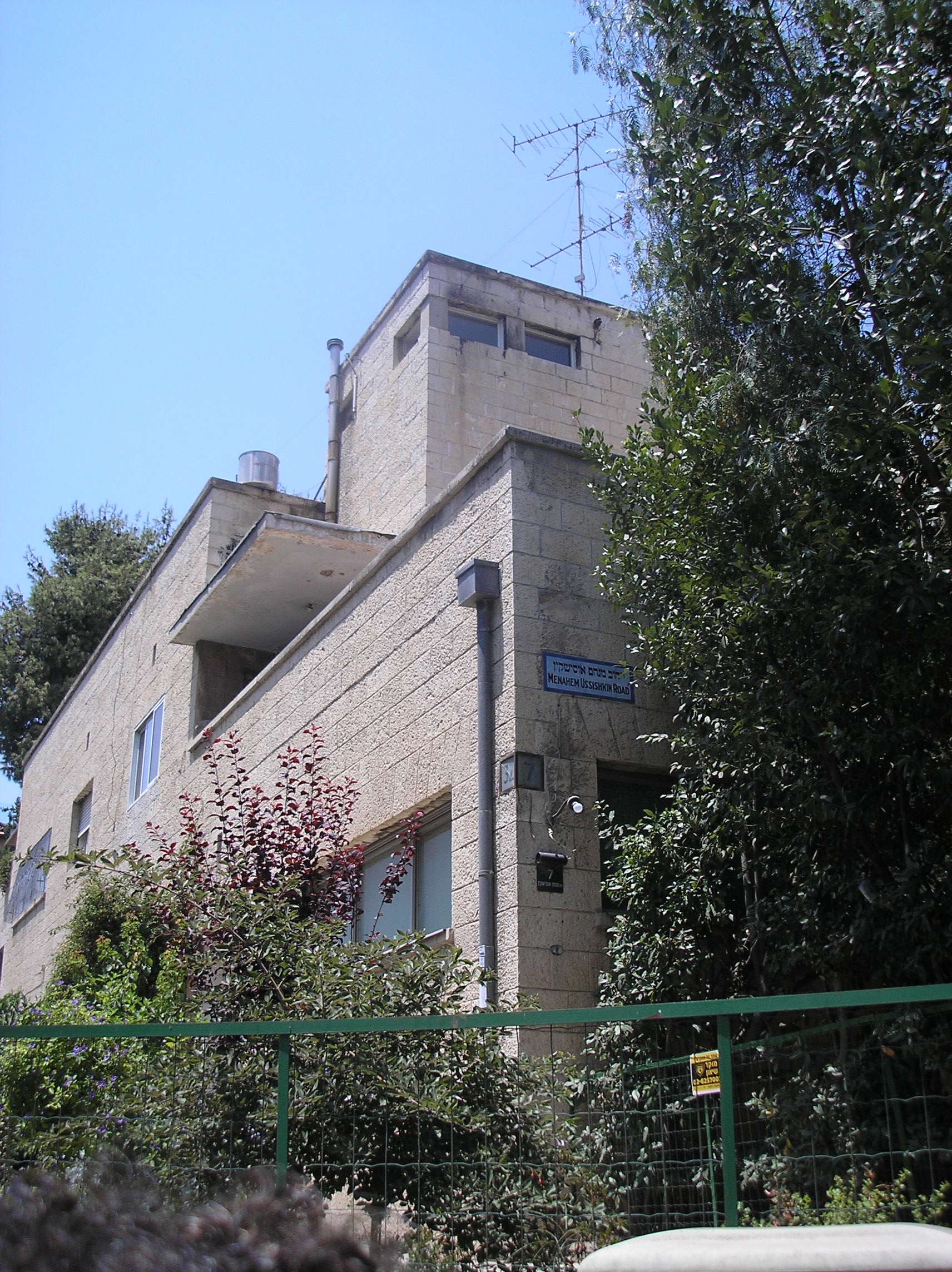
Дом Менахема Уссишкина, улица Рамбан